# Nachal Ruchama
Nachal Ruchama (hebrejsky נחל רוחמה) je vádí v severní části Negevské pouště, v jižním Izraeli, poblíž pásma Gazy.
Začíná v nadmořské výšce přes 150 metrů poblíž vesnice Ruchama. Směřuje pak k severozápadu mírně zvlněnou krajinou, která je zčásti zemědělsky využívána. Ústí u pahorku Tel Šega na východním okraji vesnice Dorot zprava do toku Nachal Dorot.